# Gheorghe Brandabura
Gheorghe Brandabura (n. 23 februarie, 1913 în Fedeleșoiu - ?) a fost un fotbalist român, care a jucat pentru echipa națională de fotbal a României la Campionatul Mondial de Fotbal din 1938 (Franța).